# Thiết lập ưu tiên trong sức khỏe toàn cầu
Trong sức khỏe toàn cầu, thiết lập ưu tiên là quá trình và chiến lược đưa ra quyết định chọn lựa nên thực hiện những can thiệp sức khỏe nào. Thiết lập ưu tiên có thể được tiến hành ở cấp độ bệnh tật (nghĩa là quyết định lựa chọn loại bệnh nào để tiến hành giảm bớt), cấp chiến lược tổng thể (nghĩa là chăm sóc sức khỏe ban đầu chọn lọc với chăm sóc sức khỏe ban đầu và so với tăng cường hệ thống y tế nói chung), hoặc ở các cấp độ khác. :5

## Định nghĩa
Thiết lập ưu tiên là hành động quyết định lựa chọn nên thực hiện các can thiệp sức khỏe nào và có thể tiến hành ở một số cấp độ thấp hơn. Thiết lập ưu tiên có thể tiến hành ở các cấp độ sau: :5 
- cấp ngân sách y tế (quyết định chi bao nhiêu cho sức khỏe nói chung)
- cấp chiến lược tổng thể (chăm sóc sức khỏe ban đầu chọn lọc so với chăm sóc sức khỏe ban đầu so với tăng cường hệ thống y tế nói chung)
- cấp độ bệnh tật (quyết định loại bệnh nào để giảm bớt)
- cấp can thiệp trong từng bệnh (hạn chế một bệnh cụ thể và ưu tiên trong số những can thiệp cho bệnh đó)
- loại thuốc
- cấp độ nghiên cứu (nghiên cứu sức khỏe để thực hiện)

Các thuật ngữ đồng nghĩa bao gồm "ưu tiên trong chăm sóc sức khỏe và nghiên cứu sức khỏe", "xác định ưu tiên", "chọn lựa ưu tiên sức khỏe", và "thiết lập chương trình nghị sự".

## Metrics - Thước đo
Các metrics khác nhau được sử dụng để so sánh các can thiệp sức khỏe hồm có
- Disability adjusted life years (DALYs) - số năm sống điều chỉnh theo bệnh tật  trên mỗi đơn vị chi phí,[4][6] quality adjusted life years (QALYs) - số năm sống điều chỉnh theo chất lượng và các hình thức phân tích chi phí - hiệu quả khác
- Những lý do khiến gánh nặng bệnh tật vẫn còn tồn tại [7]
- Mức độ đầy đủ kinh phí [7]

## Ai thiết lập ưu tiên?
Thiết lập ưu tiên có thể được thực hiện bởi các tổ chức - cá nhân khác nhau. Bao gồm:
- Chính phủ: "Ở hầu hết các quốc gia, chi tiêu y tế của  các chính phủ vượt xa viện trợ y tế quốc tế, vì vậy các chính phủ đa số đứng ra thiết lập các ưu tiên cho sức khỏe." [8]
- Tổ chức phi lợi nhuận và các công ty hỗ trợ chính phủ
- Nếu một quốc gia đang sử dụng phương pháp Health in All Policy  (HiAP), thì việc thiết lập ưu tiên được thực hiện bởi các bên liên quan không trực tiếp giải quyết vấn đề sức khỏe.[3]
- Tổ chức quốc tế
- Các Quỹ
- Các nhà tài trợ tư nhân (bao gồm các cá nhân có giá trị tài sản cao và các cá nhân có giá trị tài sản cực cao): "Kết quả chung là một loạt các ưu tiên được đàm phán phản ánh một số nhu cầu nội địa và một số cân nhắc về kỹ thuật, chính trị và kinh tế được xác định chủ yếu bởi lợi ích của các nhà tài trợ. " [6] Ở một số quốc gia phụ thuộc rất nhiều vào viện trợ, các nhà tài trợ "có ảnh hưởng rất lớn đến chọn lựa các ưu tiên sức khỏe".[8]

Theo Devi Sridhar, giáo sư sức khỏe toàn cầu tại Đại học Edinburgh, "những ưu tiên của các cơ quan tài trợ chủ yếu chỉ đạo những vấn đề sức khỏe và bệnh tật được nghiên cứu".